# Typhula longispora
Typhula longispora är en svampart som beskrevs av Corner, K.S. Thind & Dev 1957. Typhula longispora ingår i släktet Typhula och familjen trådklubbor.   Inga underarter finns listade i Catalogue of Life.